# Sulejman Salman
Sulejman Mawafaq Salman (ar. سليمان موفق السلمان, ur. 27 czerwca 1987 w Ar-Ramsa) – jordański piłkarz, grający na pozycji obrońcy w klubie Mansheyat Bani Hasan.

## Kariera klubowa
Sulejman Salman rozpoczął karierę w 2008 w klubie Al-Ramtha SC. Po krótkim epizodzie w Al-Ittihad Al-Ramtha ponownie był zawodnikiem Al-Ramthy. W 2014 był z niej wypożyczony do Al-Wehda. Następnie grał w Al-Faisaly Amman, Al-Hussein Ibrid i ponownie w Al-Ramtha. W 2018 przeszedł do Mansheyat Bani Hasan.

## Kariera reprezentacyjna
W reprezentacji Jordanii Salman zadebiutował 16 września 2010 roku w wygranym 4:1 towarzyskim meczu z Irakiem. W 2011 został powołany na Puchar Azji.